# Stepniczka
Stepniczka (do 1945 niem. Klein Stepnitz) – wieś sołecka w północno-zachodniej Polsce, położona w województwie zachodniopomorskim, w powiecie goleniowskim, w gminie Stepnica. Nad Zalewem Szczecińskim, w Dolinie Dolnej Odry, sąsiaduje bezpośrednio ze Stepnicą, przy drogach prowadzących do Wolina i Czarnocina, nad rzeką Gowienicą.
Według danych z 1 stycznia 2011 wieś liczyła 243 mieszkańców.

## Historia
W latach 1975–1998 miejscowość położona była w województwie szczecińskim. 
Obecna zabudowa wsi pochodzi z głównie z czasów polskich. Znajduje się tutaj jednak kilka zagród z XIX–XX wieku, wszystkie murowane. Kościół został zburzony, pozostały jedynie szczątki ewangelickiego cmentarza, kamienny obelisk i stare dęby otaczające teren dawnej świątyni. Najważniejszym zabytkiem wsi jest zbudowany w 1889 roku budynek mleczarni. We wsi znajdują się ogródki działkowe. Stepniczka nie wykorzystuje w pełni swojego położenia nad wodą. Jest to jednak miejsce spokojne, a idealnym miejscem do spokojnego wypoczynku jest plaża. Wędkarze mogą łowić ryby na Gowienicy oraz Kanale Miłowskim, zaś miłośnicy hippiki pojeździć konno w miejscowej stadninie. Okoliczne łąki i lasy Puszczy Goleniowskiej stanowią doskonałe tereny do uprawiania turystyki rowerowej. 
Przez wieś prowadzi znakowany  zielony turystyczny Szlak Stepnicki (Stepnica → Wolin) oraz zielony  Międzynarodowy szlak rowerowy wokół Zalewu Szczecińskiego R-66.

### Przynależność polityczno-administracyjna
|                   | Okres        | Jednostki podziału terytorialnego                                                         |
| ----------------- | ------------ | ----------------------------------------------------------------------------------------- |
| Związek Niemiecki | 1815–1866    | Związek Niemiecki, Królestwo Prus, prowincja Pomorze                                      |
|                   | 1866–1871    | Związek Północnoniemiecki, Królestwo Prus, prowincja Pomorze                              |
|                   | 1871–1918    | Cesarstwo Niemieckie, Królestwo Prus, prowincja Pomorze                                   |
|                   | 1919–1933    | Rzesza niemiecka (Republika Weimarska), kraj związkowy Prusy, prowincja Pomorze           |
| III Rzesza        | 1933–1945    | III Rzesza, prowincja Pomorze                                                             |
| Polska            | 1945–1950    | Rzeczpospolita Polska (Polska Ludowa), województwo szczecińskie                           |
| Polska            | 1950–1957    | Rzeczpospolita Polska (Polska Ludowa), województwo szczecińskie                           |
| Polska            | 1957–1975    | Polska Rzeczpospolita Ludowa, województwo szczecińskie                                    |
| Polska            | 1975–1989    | Polska Rzeczpospolita Ludowa, województwo szczecińskie                                    |
| Polska            | 1989–1998    | Rzeczpospolita Polska, województwo szczecińskie, gmina Stepnica                           |
| Polska            | 1999 – teraz | Rzeczpospolita Polska, województwo zachodniopomorskie, powiat goleniowski, gmina Stepnica |